# Попадюк, Василий Иванович
Василий Иванович Попадюк (укр. Василь Іванович Попадюк; 26 января 1940, Мышин — 27 сентября 1991, Киев) — украинский музыкант-свирельщик, основатель фольклорного ансамбля «Троистые музыки», народный артист УССР. Отец скрипача Василия Васильевича Попадюка.

## Биография
В 1963 году окончил Львовское музыкальное училище и консерваторию в городе Львов по классу флейты в 1969 году.
В 1955—1965 годах — руководитель оркестровой группы заслуженного ансамбля танца Украины «Галичина» г. Львов. Одновременно в 1963—1965 годах — Солист Львовской филармонии.
В 1966—1970 годах — руководитель оркестровой группы заслуженного самодеятельного ансамбля танца «Ятрань» (г. Кировоград).
В 1970—1982 годах — солист-инструменталист в Государственном заслуженном академическом народном хоре им. Г. Г. Верёвки.
В 1971 году создал и возглавил фольклорную группу «Троистые музыки».
В 1982—1990 годах работал в ФЕО Укрконцерта (с 1987 года ФЕО «Калина» при «Киевконцерте»).
С 1982 года — художественный руководитель фольклорного ансамбля «Троистые музыки» в составе: скрипка — Богдан Субчак, цимбалы — Василий Гуденко, баянист — Александр Качайло, лирник и бубнист — Андрей Бут, контрабас — Александр Дарбинь, кларнет — Ярослав Бонцаль, перкуссия — Дмитрий Куличев, духовые народные инструменты — Василий Иванович Попадюк. Ансамбль гастролировал с концертами в Украине и многих странах мира, в частности в Канаде, Испании, Португалии, Италии, Чехословакии, Японии, Франции и других странах.
В 1990—1991 годах — руководитель «Троистых музыкантов» в ансамбле танца «Гопак».
Умер 27 сентября 1991 от онкологического заболевания. Похоронен на Байковом кладбище в Киеве.

## Творчество
- В 1986 году вышла пластинка «Троистые музыки», в которую вошли 13 произведений украинских народных мелодий в обработке В. И. Попадюка (Всесоюзная студия грамзаписи «Мелодия», звукорежиссер Ю. В. Винник).
- В 1990 году был издан сборник «Троистые музыки» — партитуры пьес для ансамбля украинских народных инструментов, составитель В. И. Попадюк (г. Киев, «Музыкальная Украина»).

## Награды
- Заслуженный артист УССР (не позднее 1982 года)
- Народный артист УССР (1990)